# Madeira (bor)

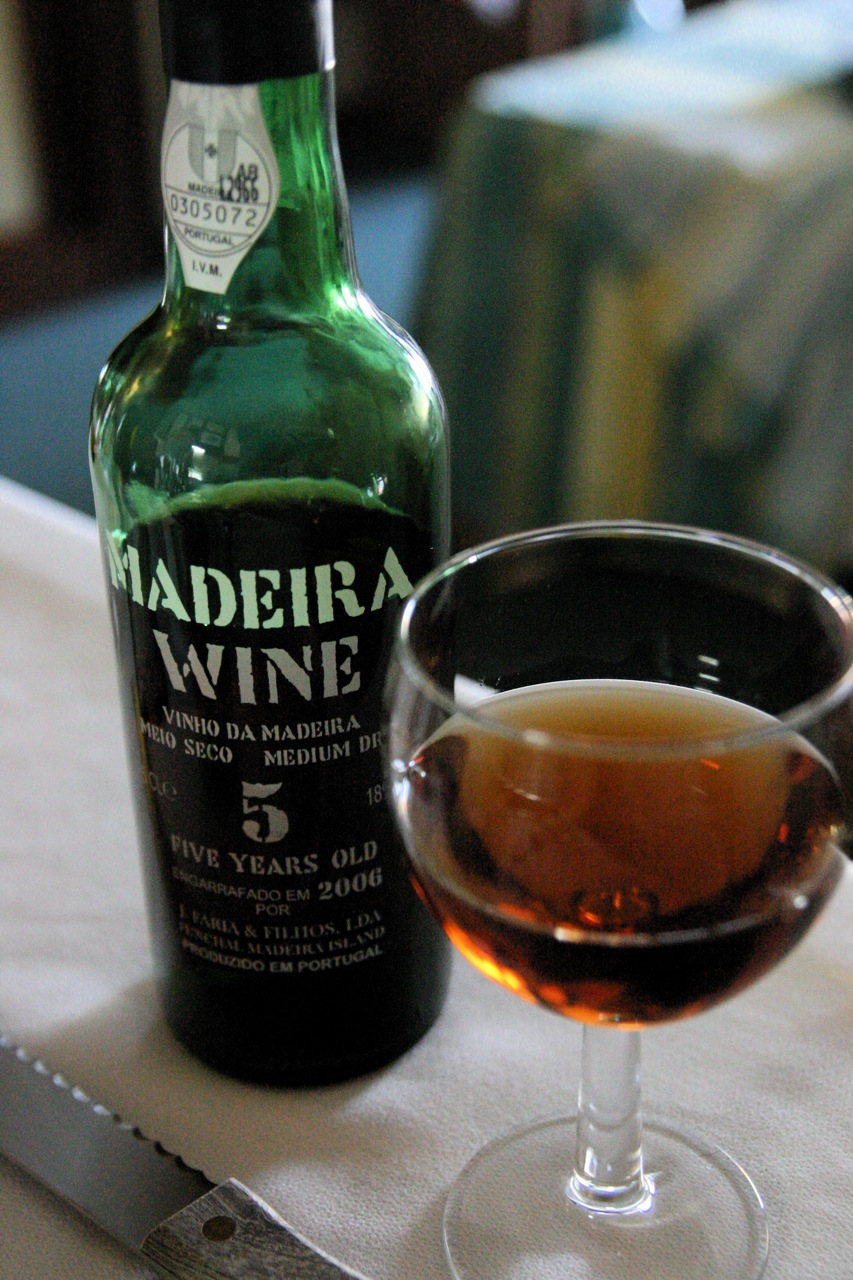
Ötéves madeira bor

A madeira egy, Madeirán készülő likőrbor. Legismertebb változatai az édes desszertborok, de termelnek száraz, aperitifként fogyasztható változatokat is. Nevét az Atlanti-óceánban, az Afrikai-lemez peremén található Madeira szigetről kapta még a 18. században. Állítólag angol hajósok vittek magukkal a szigetről egy nagyobb tétel bort, és a hosszú úton a meleg, zárt hordókban az ital különösen zamatossá érlelődött. Manapság ezt az utóérést általában hőkezeléssel siettetik.

## Fajtái, készítése

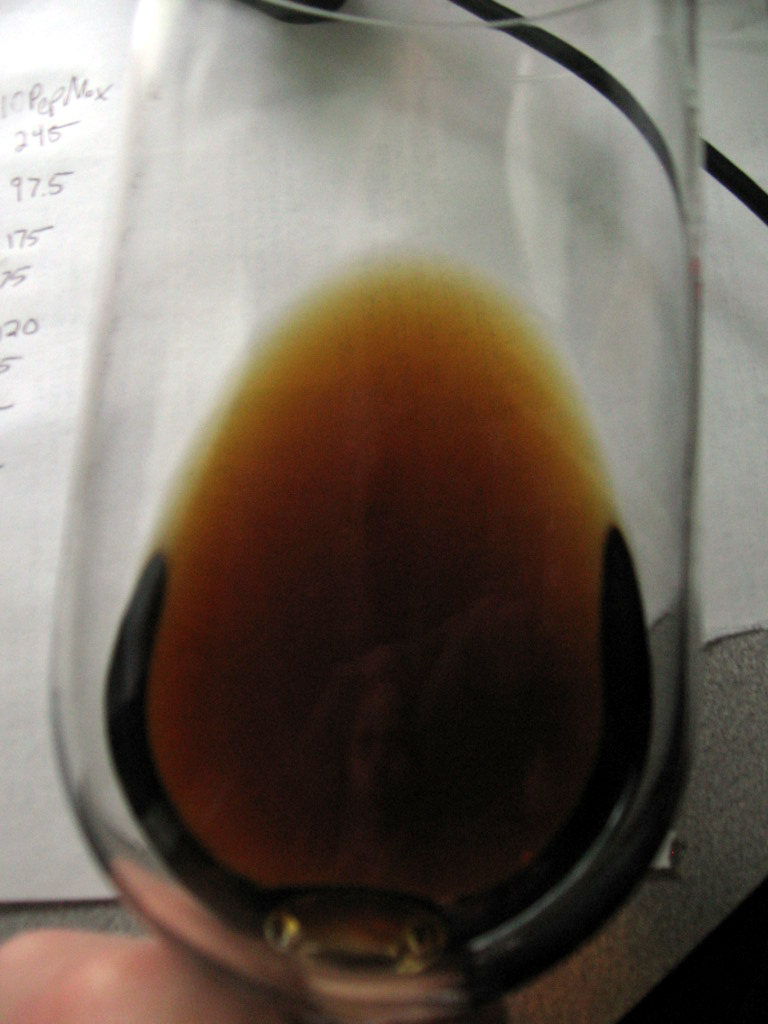
Barnára érlelt Blandy's Malmsey fehérbor

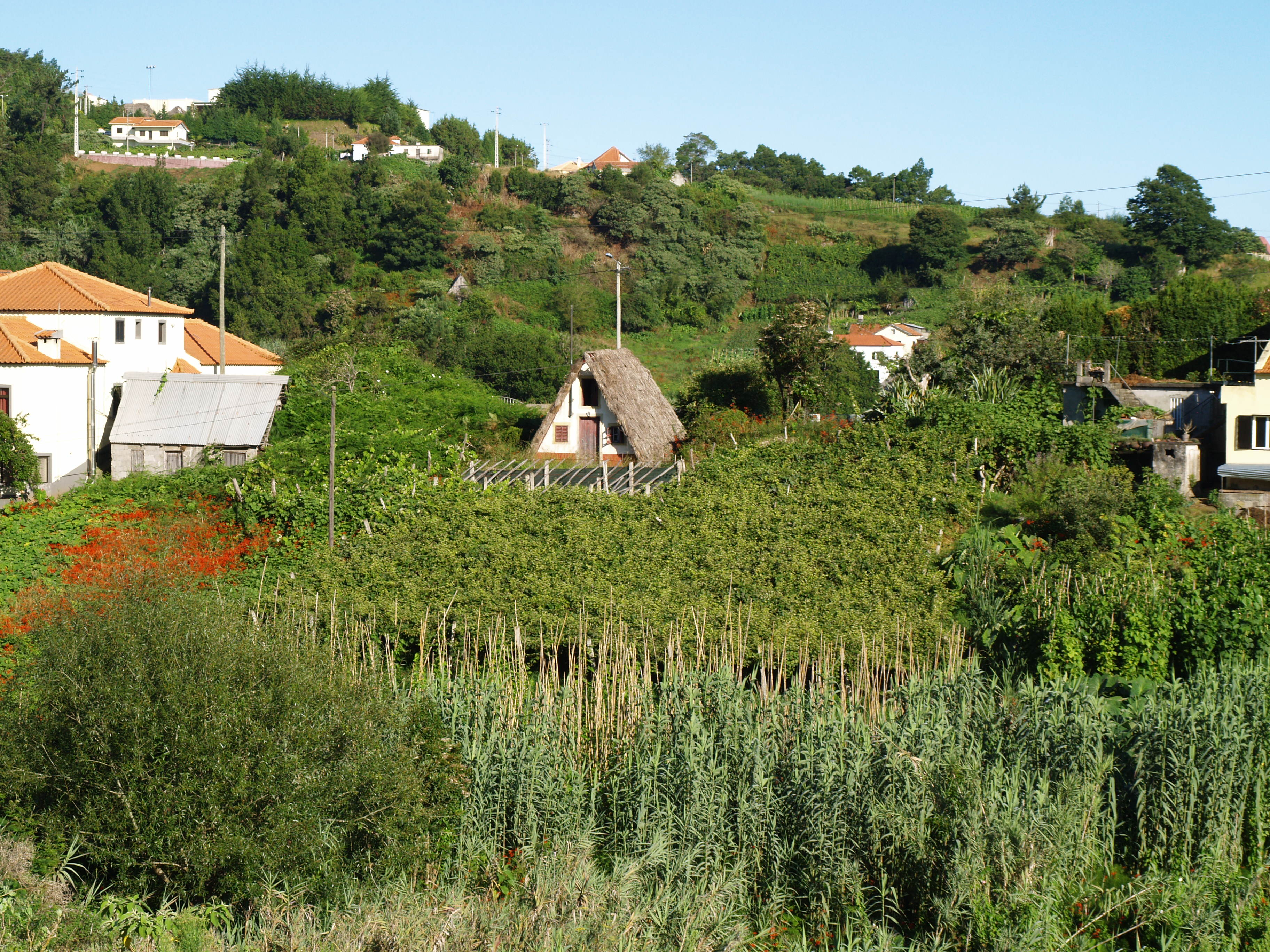
Szőlőültetvény Madeira északi partvidékén (Santana faluban)

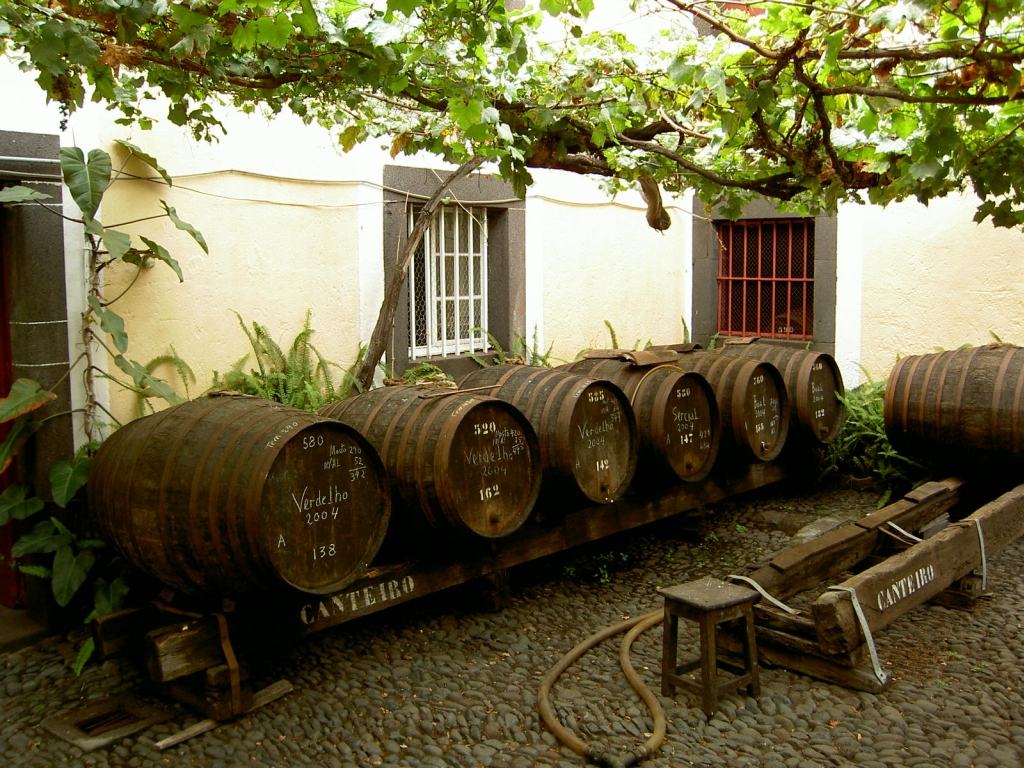
Hagyományos portugál pincészet (Madeira, Funchal)

A madeira nyolcféle szőlőből készíthető. Ezek a fajták:
- terrantez,
- bastardo,
- muskotály,
- listrao,
- sercial,
- verdelho,
- boal és kiváltképp a
- malvázia.

A szőlőt teljesen éretten szüretelik, bogyózzák, héjon erjesztik, majd az erjesztett mennyiség 4–5%-ának megfelelő mennyiségű borpárlattal 17–20 térf. % alkoholtartalomra avinálják, és cukortartalmát 2–7 % közé állítják be. Saját, érlelés közben félretett és lefojtott mustjával édesítik.
A gyártás különlegessége az újbor 4–6 hónapig tartó hőkezelése, a madeirázás (napon, üvegházakban vagy az estufasnak nevezett, emeletes hőkamrákban). Ez után még néhány évig hordókban, majd palackokban érlelik. Az így kapott borok alkoholtartalma nagy, cukortartalma mérsékelt (2–7%). A legjobb borok címkéjén feltüntetik a bor, illetve a szőlő fajtáját is:
- Malmsey, malvasia (édes, malvázia szőlőből készült).
- Bual (boal) és verdelho (félszáraz).
- Sercial (száraz, erős) stb.

A legtöbb fajta üvegjén csak a hordóban érlelés hossza olvasható:
- 3 years old vagy Finest: 3 év;
- 5 years old vagy Reserve: 5 év;
- 10 years old vagy Special Reserve: 10 év;
- 15 years old vagy Extra Reserve: 15 év;
- 20 years old vagy Vintage: 20 év, majd további legalább 2 év palackban.

A Vintage borokat csak a legkiválóbb évek terméséből és csak a hagyományos szőlőfajták mustjából készítik. Ezek a borok bizonyítottan több mint 150 évig megőrzik zamatukat, minőségüket.
A madeira bor és borászat történetét mutatja be a funchali Bormúzeum.

## Fogyasztása

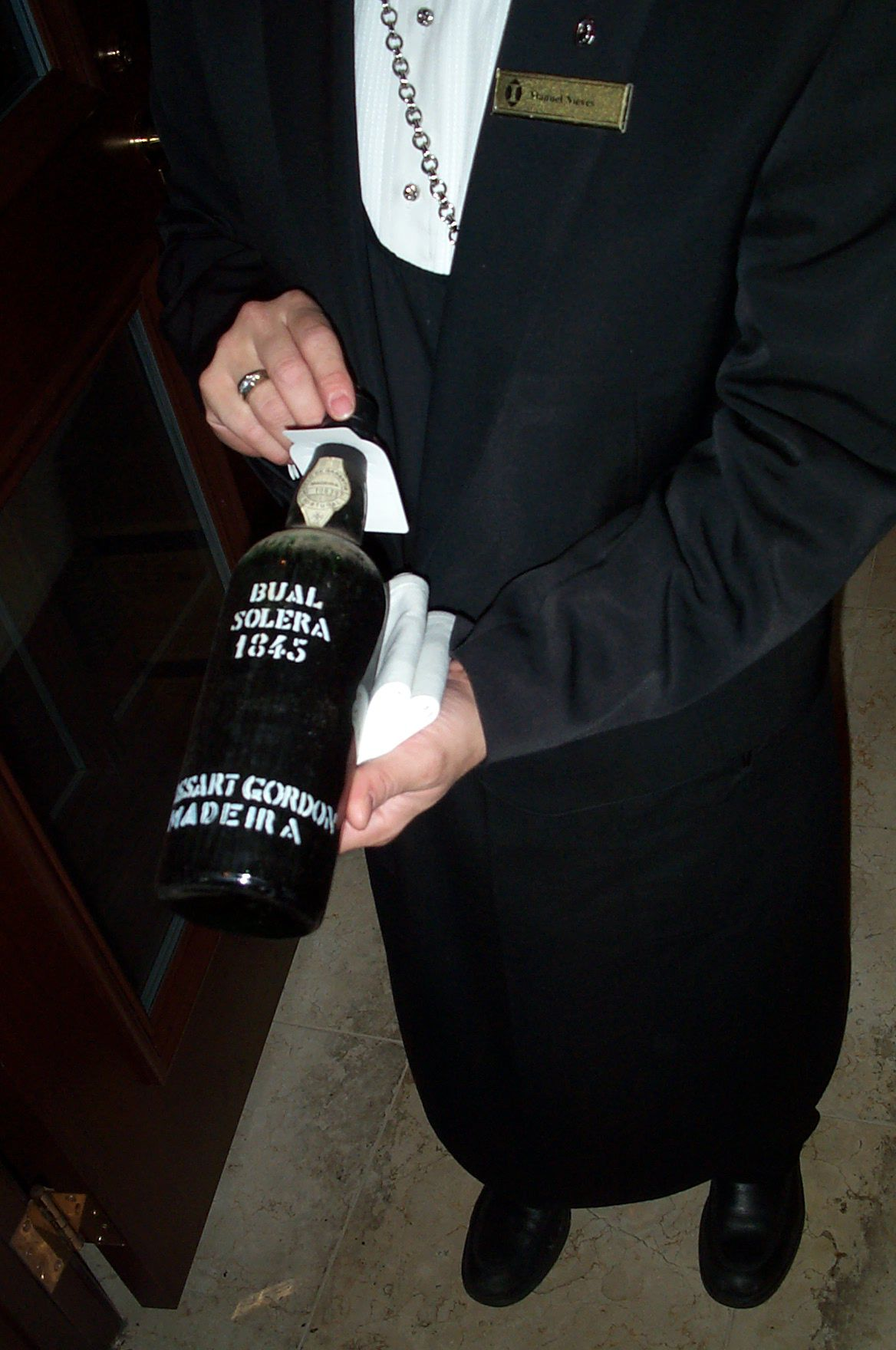
1843-as évjáratú Bual Madeira

- A többnyire viszonylag világos árnyalatú sercial könnyű bor; kiváló aperitif,
- az édes, testes malmsey tipikus desszertbor,
- a kissé füstös jellegű bualt főleg sajtokhoz ajánlják,
- a közepesen száraz verdelhót pedig elsősorban levesekhez.